# Cretonymphes baisensis
Cretonymphes baisensis là một loài côn trùng trong họ Nymphidae thuộc bộ Neuroptera. Loài này được Ponomarenko miêu tả năm 1992.